# 楔-kusabi-
『楔-kusabi-』（クサビ）は、KAT-TUNの1枚目のミニアルバム。通算では7作目。2013年11月27日にJ Stormから発売された。

## 概要
2013年9月末の田中聖脱退直後に発売された。4人体制では初のアルバムである。
今作以降、同年5月に発売されたシングル『FACE to Face』まで作品のパッケージに表記されていた、グループのプライベートレーベル「J-One Records」のロゴが表記されなくなっている。
上田竜也のみソロ曲が収録される。また初回限定盤2種と通常盤で発売され、各盤によって収録曲が異なる（「楔-kusabi-」、「GIMME LUV」、「ON & ON」、「FIRE and ICE」は各盤共通）
初回限定盤1のDVDには「楔-kusabi-」のビデオ・クリップ+メイキングと「MONSTER NIGHT」のビデオ・クリップ、初回限定盤2のDVDには「GIMME LUV」のビデオ・クリップが収録される。初回限定盤2種は20ページ、通常盤は16ページの歌詞ブックレットが付く。

## 収録曲

### CD

#### 通常盤
1. 楔-kusabi-
作詞：RUCCA、作曲：KOUDAI IWATSUBO/kinboom、編曲：DREADSTORE COWBOY
  - 中丸雄一主演 TBS系ドラマNEO『変身インタビュアーの憂鬱』主題歌
2. GIMME LUV
作詞：KAHLUA、作曲：ROCK STONE/STEVEN LEE/JIMMY RICHARD、編曲：DREADSTORE COWBOY/STEVEN LEE
  - KAT-TUN出演 スズキ「ソリオ バンディット」TVCMソング
3. ON & ON
作詞：NOYCE'、作曲：King of slick/Laika Leon、編曲：King of slick
4. FIRE and ICE
作詞：FOREST YOUNG、作曲：STEVEN LEE/Sebastian Thott/Didrik Thott、編曲：STEVEN LEE
5. BLESS
作詞：RUCCA、作曲：Yannis Constantinou/Kevin Charge/Claire Rodrigues、編曲：Kevin Charge
6. 4U
作詞：25→graffiti、作曲：STEVEN LEE/JIMMY RICHARD、編曲：Pieni tonttu
7. PHOENIX
作詞・作曲・編曲：Maiko Kawabe Rivera
8. 楔-kusabi-（オリジナル・カラオケ）
9. GIMME LUV（オリジナル・カラオケ）

#### 初回限定盤1
1. 楔-kusabi-
2. GIMME LUV
3. ON & ON
4. FIRE and ICE
5. 僕なりの恋
作詞・作曲：KOUDAI IWATSUBO、編曲：Billy Marx Jr./KOUDAI IWATSUBO
6. MONSTER NIGHT - 上田竜也
作詞：Tatsuya Ueda/Masami Okaza、作曲・編曲：RAT-0124

#### 初回限定盤2
1. 楔-kusabi-
2. GIMME LUV
3. ON & ON
4. FIRE and ICE
5. FANTASTIC PLANET
作詞：ORI、作曲：Simon Janlov/SHIROSE、編曲：Masaya Suzuki

### DVD

#### 初回限定盤1
1. 楔-kusabi-（ビデオ・クリップ＋メイキング）
2. MONSTER NIGHT（ビデオ・クリップ）- 上田竜也
友情出演：田口淳之介

#### 初回限定盤2
1. GIMME LUV（ビデオ・クリップ)